# Фризьорство
Фризьорство е изкуството да се подстригва и подрежда косата на човек в съответствие с модните тенденции и индивидуалните характеристики. Продуктът от този процес се нарича прическа.
Включва освен подстригване, също и къдрене на косата, боядисване, сушене и други дейности, свързани с придаване стил на косата.
Някои от атрибутите, използвани във фризьорството, са набор от ножици, машинка за подстригване, боя за коса, ролки, четки за коса, гребени, сешоар, фиби, шампоан, гел, лак за коса, перуките и други.
Прическите се различават значително в различните култури и исторически периоди, но често се използват за обозначаване на личните убеждения на едно лице, неговото социално положение, възраст, пол или религия.